# Civilization V
A Sid Meier’s Civilization V egy körökre osztott 4X-típusú stratégiai játék, melyet a Firaxis Games fejlesztett és a 2K adott ki. A folytatása a 2006-ban megjelent Civilization IV-nek, 2010 szeptemberében jelent meg Windows-ra, az év novemberében Mac OS X-re, 2014-ben pedig Linuxra.
A játékos egy civilizációt irányíthat az őskortól egészen a közeljövőig, melynek során a célja az, hogy legyőzze a rivális civilizációkat kutatás, diplomácia, fejlesztés, gazdasági fejlődés vagy katonai hódítás útján. A játék vadonatúj grafikus motort kapott, amelynek köszönhetően a korábbi négyzetrácsos felosztású térkép immár hatszögekre van bontva. Az epizód több játékelemét kivették vagy megváltoztatták: ilyen a vallás és a kémkedés (habár később a kiegészítők segítségével visszakerültek). A harcrendszert is átalakították: a katonai egységeket már nem lehet egymásra pakolni, és a városok képessé váltak saját magukat megvédeni egy közeli egységgel szemben. A térképen helyet kaptak városállamok és NPC-k is, akikkel közvetlen kapcsolatba léphetünk. Egy civilizáció határa most már körönként csak egy egységet terjeszkedhet, főként a termelékenyebb mezők irányába, és az utaknak immár fenntartási költsége is van, ami miatt kevesebb van belőlük. A játék a többjátékos mód mellett MOD-támogatást is kapott.
2012-ben jelent meg az első kiegészítője, a "Gods & Kings", amely visszahozta a vallást, a kémkedést, jobb tengeri ütközeteket és kilenc új civilizációt. A második kiegészítő, a "Brave New World", 2013-ban jelent meg. amellyel megjelentek a nemzetközi kereskedelmi útvonalak, a világkongresszus, a turizmus, a műalkotások, kilenc új civilizáció, új csodák és ideológiák.
A sorozat következő része, a Civilization VI, 2016-ban jelent meg.

## Játékmenet
A Civilization V egy körökre osztott stratégiai játék, amelyben a játékos egy civilizáció vezetőjét személyesíti meg, melyet a történelmen keresztül kell irányítania. A kezdetben egyetlen kis településsel bíró népnek el kell érnie valamelyik célt, amely a játék megnyeréséhez vezet. El lehet ezt érni úgy is, hogy a legutolsó körig fennmaradunk és mi érjük el a legnagyobb pontszámot, amelyet több faktor mérlegelésével számol ki a gép.
Egy-egy kör alatt léphetünk a civil és katonai egységeinkkel. A civilek új városokat alapíthatnak, fejleszthetik a vidéket, és terjeszthetik a vallásunkat, míg a katonai egységek értelemszerűen a hódításban segítenek. A játékos irányítja a termelést a városokban, amelynek köszönhetően új egységek és épületek hozhatók létre, de kezeli egyben a technikai fejlődést, tartja diplomáciai úton a kapcsolatot a többi civilizációval, és menedzseli a gazdaságot. A győzelem elérhető az egész világ leigázásával, diplomáciai úton meggyőzve a többi népet arról, hogy mi vagyunk a legalkalmasabb vezető, befolyást szerezve valamennyiük felett a turizmus útján, megnyerve az űrversenyt egy kolonizáló űrhajó felépítésével, vagy egyszerűen csak a legmagasabb pontszámot elérve meghatározott kör után. A játék 2050-ben ér véget. A korábbi részekhez képest a leigázás mint győzelmi opció elérhető úgy is, ha valamennyi gépi ellenfélnek csak az összes eredeti fővárosát hódítjuk meg.
A mesterséges intelligencia négy szinten irányítja a gépi játékosokat. A taktikai vezérli az egyes egységeket, a hadműveleti az egész frontot, a stratégiai az egész birodalmat, a nagystratégiai pedig hosszú távon gondolkodik a végső győzelemért. A négy szint kiegészíti egymást és ennek köszönhetően a gépi játékosok változatos döntéseket tudnak hozni. Minden civilizációnak egyedi személyisége van, és egytől tízig terjedő skálán értékelt céljai. Ezekből 26 különböző van, úgy mint növekedés, terjeszkedés, katonai célok, tengeri hódítás, fejlődés stb.
Ahogy a korábbi epizódokban is, úgy ezúttal is a városok képezik a játék gerincét. Új várost alapíthatunk a telepes egységeinkkel, amelyek aztán különféle körülmények hatására növekedni kezdenek. A népesség növekedése mellett a határaik is egyre kijjebb terjeszkednek, növelve ezzel birodalmunkat. A fejlődés mindig automatikus és a város igényeinek megfelelő irányú, de ha akarjuk, aranyért meg is vásárolhatjuk ezeket a környező mezőket.
Átalakult a városok ostromának rendszere. Eddig csak védelmi egységekre támaszkodhattunk, de most már megjelent a város saját védelme, amely az azt két mezőnyire megközelítő ellenséges egységet meg tudja támadni. A városoknak is van életerőpontja, ha az elfogy, a támadó egység elfoglalja őket. A támadást túlélő város életerőpontjai lassacskán, körönként regenerálódnak. Az elfoglalt városokat megtarthatjuk, lerombolhatjuk, sőt létrehozhatunk belőlük egy bábállamot is. Mindegyik módszernek megvan a maga előnye és hátránya. A bábállamok nyersanyagot adnak, lakói kevésbé boldogtalanok, cserébe kisebb kultúrát és tudományt adnak, és nem irányíthatjuk őket közvetlenül.
A harcrendszer legnagyobb újdonságát a négyzetrácsos térkép helyett hatszögletesre cserélt játéktér adja. Mindegyik mezőn egy időben csak egyetlen egység lehet. Ez lehetővé teszi, hogy a csatákat nagy területen vívja a játékos, és ne a városokban, hanem azokon kívül. A városok megtámadása most már úgy a legegyszerűbb, ha a játékos körbeveszi őket. Az egységek mozgatása egyszerűbb lett: több akciópontot kapnak erre, jobban megoldott a szárazföldről vízre bocsátásuk, és a helycsere is. Kiegyenlítésre kerültek a közelharci és a távolsági harci egységek is. A távolságiak meg tudják sebezni a közelharciakat a visszaütés veszélye nélkül, míg a közelharciak jellemzően elpusztítják a távolságiakat.
Hogy az egyes egységek még értékesebbek legyenek a játékosnak, mindegyikük hosszabb ideig készül, és az ellenséges egységek legyőzéséért tapasztalati pontot kap. Egy idő után szintet léphetnek, amelyért különféle bónuszok járnak. Ebben a játékban ha egy egységet legyőznek, az nem feltétlenül semmisül meg, ellentétben a korábbi részekkel.
A híres történelmi alakokat jelképező Nagy Személyek ezúttal is itt vannak a játékban. Több dologra képesek: elhozni egy civilizáció számára az aranykort, megalkotni egy fejlesztést, vagy egy különleges képességet aktiválni. Ebben a részben már nem lehet egymástól technológiákat vásárolni, de több civilizáció összefoghat a közös kifejlesztésért, feltéve hogy békében vannak.
Az egyik fontos újítás a városállamok megjelenése. Őket is a számítógép irányítja, de ők nem tudnak győzni, és önmaguktól nem tudnak létrehozni új városokat (de elfoglalhatják másokét). Különféle bónuszokért cserébe változatos módokon léphetünk velük kapcsolatba. Alapvetően háromféle beállítottságúak lehetnek: katonai, tengeri vagy kulturális, ez később a kiegészítőkkel kibővül a kereskedő és a vallásos kategóriákkal.
A kultúra rendszerét is átalakították, ugyanis most már az elért pontok segítségével intézkedéseket vásárolhatunk. Ezeket tíz különböző fába sorolhatjuk be, melyek mindegyikébe öt különböző intézkedést tehetünk. A kulturális győzelemhez az kell, hogy a tízből legalább öt fát teljesen megtöltsünk, és megépítsük az Utópia-projektet.
A játékban alapból 18 civilizáció található, további 7 DLC-k útján vásárolható meg, a két kiegészítő pedig összesen 18 újat hoz, tehát 43 különböző civilizáció választható. A vezetőik mind hozzájuk köthető híres történelmi alakok, és mindegyikük két egyedi bónuszt ad, legyen az egység, épület, vagy fejlesztés. A bónuszok mellett minden civilizáció rendelkezik egy egyedi tulajdonsággal is. A játéksorozat történetében először valamennyi civilizáció vezetője teljes mértékben animálva lett, és a saját nyelvén beszél.

## Fejlesztés
A programot 2007-ben kezdte el fejleszteni egy eleinte héttagú csapat, John Shafer vezetésével, mely hamar 56 tagúra hízott. Az új mechanizmusok tesztelése a régi grafikus motorral, a Gamebyro-val zajlott, csak egy idő után készült el a LORE. A legnagyobb kihívást az az elhatározás jelentette, hogy egy mezőn csak egy egység állhat, mert emiatt teljesen újra kellett írni a mesterséges intelligenciát is, és ennek köszönhetően több régi játékmechanikát is át kellett alakítani. A különböző hibákat a Firaxis rendszeresen kiadott patchek útján javította, jelenleg a játékosközösség végzi ezt saját maga által kiadott javításokkal.
A játékból készült egy különleges kiadás is, melyhez egy 176 oldalas könyvet, egy kulisszatitkokat tartalmazó DVD-t, a játék zenéit, valamint öt, játékban is megtalálható egység fémből készült miniatűr verzióját mellékelték. 2011-ben a Game of the Year Edition több új térképpel és a már addig DLC-n kiadott civilizációkkal érkezett. 2013-ban a Gold, 2014-ben pedig a Complete változat került kiadásra – ez utóbbiban benne van az összes addig megjelent kiegészítő.

## Kiegészítők
2012 júniusában jelent meg a Gods & Kings, amely visszahozta a vallást és a kémkedést, három új pályát, kibővítette a technológiai fát, új egységeket és újfajta beállítottságú városállamokat hozott, továbbá új civilizációkat és csodákat. Az új civilizációk közt ott volt többek között Ausztria (Mária Terézia) és a hunok (Attila).
2013 júliusában mutatkozott be a Brave New World, amelyben megjelentek a nemzetközi kereskedelmi útvonalak, a Világkongresszus, a turizmus, a Nagy Művek, új pályák, csodák, egységek, és természetesen új civilizációk.

## Forráshivatkozások
1. ↑  2K Games. www.2kgames.com. [2010. július 1-i dátummal az eredetiből archiválva]. (Hozzáférés: 2025. augusztus 13.)
2. ↑  http://eon.businesswire.com/portal/site/eon/permalink/?ndmViewId=news_view&newsId=20100218005632&newsLang=en
3. ↑  https://kotaku.com/5489834/civilization-v-to-eradicate-road-spaghetti
4. ↑  Twitch. Twitch. (Hozzáférés: 2025. augusztus 13.)
5. ↑  Twitch. Twitch. (Hozzáférés: 2025. augusztus 13.)